# Silvisaure
El silvisaure (Silvisaurus, "rèptil del bosc") és un gènere d'ancilosaure nodosàurid que va viure al Cretaci mitjà en el que avui en dia és Kansas. A diferència d'altres nodosàurids, els silvisaures tenien diverses dents petites a la part anterior de la mandíbula. Estaven ben protegits per plaques òssies i pues i s'alimentaven de vegetació baixa.
Es coneix només una espècie de silvisaure: Silvisaurus condrayi.